# 高德明
高德明（？—？），四川人，清朝政治人物。举人出身。
高德明曾于1845年接替常恩任华亭县知县一职，1846年由秋家丞接任。